# María de la Paz Hernández
María "Maripi" de la Paz Hernández (11. siječnja 1977.) je argentinska hokejašica na travi. Igra na mjestu obrambene igračice, ali i u napadu.
Svojim igrama je izborila mjesto u argentinskoj izabranoj vrsti. 
Po stanju od 3. studenoga 2009., igra za klub Club Buenos Aires Cricket and Rugby Club.

## Sudjelovanja na velikim natjecanjima
Osvojila je zlatno odličje na svjetskom kupu u australskom Perthu 2002. godine.
Sudjelovala je na tri uzastopne Olimpijade, s kojih se uvije vratila s odličjima: srebrnim iz Sydneya i brončanim iz Atene i Pekinga.
Na kontinentalnim prvenstvima je također imala uspjeha. 1999. je u kanadskom Winnipegu osvojila zlatno odličje.

## Vanjske poveznice
- Profil